# جيمي ستار
جيمي ستار (بالإنجليزية: Jimmy Starr)‏ هو كاتب وكاتب سيناريو أمريكي، ولد في 3 فبراير 1904 في تكساس في الولايات المتحدة، وتوفي في 13 أغسطس 1990 في فينيكس في الولايات المتحدة.

## وصلات خارجية
- جيمي ستار على موقع IMDb (الإنجليزية)
- جيمي ستار على موقع قاعدة بيانات الفيلم (الإنجليزية)
- جيمي ستار على موقع كينوبويسك (الروسية)